# Lista de participantes do High School Rapper
High School Rapper (hangul: 고등래퍼) também conhecido como School Rapper, é um programa de sobrevivência de hip-hop sul-coreano para estudantes do ensino médio.

## Participantes
No primeiro episódio, Jang Yong-jun da região de Seoul - Gangdong desistiu por causa da controvérsia central sobre prostituição e bebida 
- Participante na Final regional
- Eliminado na batalha 1 vs 1
- Eliminado na competição regional
- Eliminado na representante regional
- Não participou da batalha em grupo
- Deixou o programa

| Região                                           | Nome                             | Ano de nascimento | Grau do ensino médio | Colégio                                       | Rodada     | Rodada           | Rodada                 | Rodada              | Rodada | Rodada |
| Região                                           | Nome                             | Ano de nascimento | Grau do ensino médio | Colégio                                       | Preliminar | Batalha em grupo | Representante regional | Competição regional | 1 vs 1 | Final  |
| ------------------------------------------------ | -------------------------------- | ----------------- | -------------------- | --------------------------------------------- | ---------- | ---------------- | ---------------------- | ------------------- | ------ | ------ |
| Seoul - Gangdong (Mad Clown como mentor)         | Kim Sun-jae                      | 1998              | 3ª série             | Sejong Science High School                    | 223        | 4                | 1                      | 262 *               | 53     | 224    |
| Seoul - Gangdong (Mad Clown como mentor)         | Jo Min-wook                      | 2000              | 2ª série             | Sangmun High School                           | 215        | -                | 3                      | 234                 |        |        |
| Seoul - Gangdong (Mad Clown como mentor)         | Bang Jae-min                     | 1999              | 2ª série             | Hanlim Multi Art High School                  | 213        | 3                | 2                      | 234 *               | 43     |        |
| Seoul - Gangdong (Mad Clown como mentor)         | Jang Yong-jun (NO:EL)1           | 2000              | 1ª série             | Saint Paul International High School          | 211        | -                | 4                      |                     |        |        |
| Seoul - Gangdong (Mad Clown como mentor)         | Lee Ji-eun                       | 2000              | 1ª série             | Korean Art High School                        | 194        | -                | 5                      |                     |        |        |
| Seoul - Gangdong (Mad Clown como mentor)         | Johnny Kwony                     | 2000              | 1ª série             | California Lutheran High School               | 192        | 4                | 7                      |                     |        |        |
| Seoul - Gangdong (Mad Clown como mentor)         | Kim Sang Min (MIDGT)             | 1998              | 3ª série             | Seokgwan High School                          | 183        | -                | 6                      |                     |        |        |
| Seoul - Gangdong (Mad Clown como mentor)         | Kim Sun-woo 2                    | 2000              | 1ª série             | Hanlim Multi Art High School                  | 178        | -                | 9                      |                     |        |        |
| Seoul - Gangdong (Mad Clown como mentor)         | Park Uh-jin                      | 1999              | 2ª série             | Sangmun High School                           | 164        | -                | 8                      |                     |        |        |
| Seoul - Gangseo (Giriboy & Xitsuh como mentores) | Yang Hong-won (Young B)3         | 1999              | 3ª série             | Shindongshin Information Industry High School | 283        | 5                | 1                      | 310                 | 56     | 246 ** |
| Seoul - Gangseo (Giriboy & Xitsuh como mentores) | Kim Yoon-ho (Yenjamin)           | 1999              | 2ª série             | Sungsil High School                           | 248        | -                | 2                      | 278                 | 47     |        |
| Seoul - Gangseo (Giriboy & Xitsuh como mentores) | Park Hwi-chan                    | 1998              | 3ª série             | Daeshin High School                           | 233        | 4                | 5                      |                     |        |        |
| Seoul - Gangseo (Giriboy & Xitsuh como mentores) | Shin Sang-ho (Deep Shark)        | 1999              | 2ª série             | Yongsan High School                           | 226        | -                | 6                      |                     |        |        |
| Seoul - Gangseo (Giriboy & Xitsuh como mentores) | Han Ji-suk                       | 1999              | 2ª série             | Hwagok High School                            | 205        | -                | 4                      |                     |        |        |
| Seoul - Gangseo (Giriboy & Xitsuh como mentores) | Mark Lee 4                       | 1999              | 2ª série             | Seoul of Performing Arts Seoul High School    | 204        | 2                | 3                      | 278                 | 57     | 184    |
| Seoul - Gangseo (Giriboy & Xitsuh como mentores) | Kim Jong-bum                     | 1999              | 2ª série             | Shinseo High School                           | 199        | -                | 9                      |                     |        |        |
| Seoul - Gangseo (Giriboy & Xitsuh como mentores) | Lee Seung-pyo                    | 1999              | -                    | -                                             | 191        | -                | 8                      |                     |        |        |
| Seoul - Gangseo (Giriboy & Xitsuh como mentores) | Kang Seung-wan                   | 1998              | 3ª série             | Seoul of Performing Arts Seoul High School    | 178        | -                | 7                      |                     |        |        |
| Leste de Gyeongin (Swings como mentor)           | Choi Ha-min (Osshun Gum) 5       | 1999              | -                    | -                                             | 274        | 1                | 1                      | 286 *               | 44     | 244    |
| Leste de Gyeongin (Swings como mentor)           | Kim Kang-woo                     | 1998              | 3ª série             | Uijeongbu High School                         | 253        | -                | 2                      | 295                 |        |        |
| Leste de Gyeongin (Swings como mentor)           | Yoon Byung-ho (Bully Da Bastard) | 2000              | -                    | -                                             | 251        | 2                | 3                      | 295                 |        |        |
| Leste de Gyeongin (Swings como mentor)           | Hwang Hyun-woo                   | 2000              | 1ª série             | Songlim High School                           | 247        | -                | 4                      |                     |        |        |
| Leste de Gyeongin (Swings como mentor)           | Lee Soo-rin (LUDA)               | 1998              | -                    | -                                             | 242        | -                | 6                      |                     |        |        |
| Leste de Gyeongin (Swings como mentor)           | Choi Suk-hyun (New Kid)          | 1999              | 2ª série             | Pogok High School                             | 240        | 1                | 5                      |                     |        |        |
| Leste de Gyeongin (Swings como mentor)           | Kim Ha-on                        | 2000              | 1ª série             | Pangok High School                            | 228        | -                | 8                      |                     |        |        |
| Leste de Gyeongin (Swings como mentor)           | Choi Shin-hyun                   | 2000              | 1ª série             | Jingeon High School                           | 224        | -                | 7                      |                     |        |        |
| Leste de Gyeongin (Swings como mentor)           | Kim Mi-jung                      | 1998              | 3ª série             | Ewoo High School                              | 218        | -                | 9                      |                     |        |        |
| Oeste de Gyeongin (Jessi como mentora)           | Kim Kyu-heon                     | 1998              | 3ª série             | Seojeong High School                          | 220        | 3                | 1                      | 270                 | 81     | 189    |
| Oeste de Gyeongin (Jessi como mentora)           | Shin Sang-ik                     | 1998              | -                    | -                                             | 220        | -                | 5                      |                     |        |        |
| Oeste de Gyeongin (Jessi como mentora)           | Oh Dam-ryul (Chin Chilla)        | 1999              | 2ª série             | Ansan Design Culture High School              | 195        | 1                | 6                      |                     |        |        |
| Oeste de Gyeongin (Jessi como mentora)           | Park Go-hoon                     | 1998              | -                    | -                                             | 191        | -                | 9                      |                     |        |        |
| Oeste de Gyeongin (Jessi como mentora)           | Kim Tae-yeob                     | 1999              | 3ª série             | Bongdam High School                           | 188        | -                | 2                      | 270                 | 11     |        |
| Oeste de Gyeongin (Jessi como mentora)           | Kim Dong-hyun (MC Gree)6         | 1998              | 3ª série             | Pungmu High School                            | 183        | 2                | 3                      | 259                 | 31     |        |
| Oeste de Gyeongin (Jessi como mentora)           | Kim Hye-jung                     | 2000              | 1ª série             | Hyomyeong High School                         | 182        | -                | 4                      |                     |        |        |
| Oeste de Gyeongin (Jessi como mentora)           | Oh Dong-hwan                     | 2001              | 1ª série             | Jeongwang High School                         | 171        | -                | 7                      |                     |        |        |
| Oeste de Gyeongin (Jessi como mentora)           | Kim Chan-soo                     | 1999              | 2ª série             | Inha University Senior High School            | 170        | -                | 8                      |                     |        |        |
| Gwangju - Jeolla (YDG como mentor)               | Choi Seo-hyun (CHOI)             | 1998              | 3ª série             | Deokin High School                            | 249        | 6                | 1                      | 245                 |        |        |
| Gwangju - Jeolla (YDG como mentor)               | Hwang In-woong (Young W)         | 1999              | 3ª série             | Jeil High School                              |            | -                | 2                      | 295                 |        |        |
| Gwangju - Jeolla (YDG como mentor)               | Park Sung-gon                    | 2000              | 1ª série             | Jeil High School                              |            | 5                | 6                      |                     |        |        |
| Gwangju - Jeolla (YDG como mentor)               | Kim Woo-hyun                     | 2000              | 1ª série             | Yanghyeon High School                         | 208        | -                | 5                      |                     |        |        |
| Gwangju - Jeolla (YDG como mentor)               | Lee Shin-haeng (Fourth)          | 2000              | -                    | -                                             | 206        | -                | 8                      |                     |        |        |
| Gwangju - Jeolla (YDG como mentor)               | Park Min                         | 1998              | 3ª série             | Jindo High School                             |            | 5                | 8                      |                     |        |        |
| Gwangju - Jeolla (YDG como mentor)               | Choi Yi-seung-woo                | 2000              | 1ª série             | Korean Game Science High School               | 190        | -                | 7                      |                     |        |        |
| Gwangju - Jeolla (YDG como mentor)               | Lee Ki-hoon (Evil)               | 1998              | 3ª série             | Sungil High School                            | 188        | -                | 3                      | 295                 |        |        |
| Gwangju - Jeolla (YDG como mentor)               | Kim Joon                         | 1998              | 3ª série             | Jeonnam Girls High School                     | 177        | -                | 9                      |                     |        |        |
| Busan - Gyeongsang (Deepflow como mentor)        | Jo Won-woo (H2ADIN)7             | 2000              | 1ª série             | Gyeongsang High School                        | 262        | 2                | 1                      | 584                 | 89     | 243    |
| Busan - Gyeongsang (Deepflow como mentor)        | Park Ka-ram (JE)                 | 1999              | -                    | General Educational Development               | 248        | -                | 6                      |                     |        |        |
| Busan - Gyeongsang (Deepflow como mentor)        | Lee Dong-min (Rapto)             | 1998              | 3ª série             | Jungang High School                           | 238        | 6                | 2                      | 300                 | 69     | 202    |
| Busan - Gyeongsang (Deepflow como mentor)        | Woo Sang-woo (PEACE)             | 1998              | 3ª série             | Gyesong High School                           | 237        | -                | 5                      |                     |        |        |
| Busan - Gyeongsang (Deepflow como mentor)        | Hwang Hye-jung                   | 1998              | 3ª série             | Jangyu High School                            | 214        | -                | 4                      |                     |        |        |
| Busan - Gyeongsang (Deepflow como mentor)        | Sung Yong-hyun                   | 1998              | 3ª série             | Gyeongbuk Industrial High School              | 206        | 6                | 8                      |                     |        |        |
| Busan - Gyeongsang (Deepflow como mentor)        | Kim Jae-yeon (S-wave)            | 2001              | 1ª série             | Jungang High School                           | 202        | -                | 9                      |                     |        |        |
| Busan - Gyeongsang (Deepflow como mentor)        | Lee Hyun-woo (S-wave)            | 1999              | 2ª série             | Jungang High School                           | 202        | -                | 10                     |                     |        |        |
| Busan - Gyeongsang (Deepflow como mentor)        | Jung In-seol                     | 1998              | 3ª série             | Gacheon High School                           | 200        | -                | 3                      | 300                 | 19     |        |
| Busan - Gyeongsang (Deepflow como mentor)        | Park Sang-bum                    | 1998              | 3ª série             | Gimcheon Art High School                      | 198        | -                | 7                      |                     |        |        |

Nota 1:

"* significa que o participante foi salvo no desafio coringa"

"** significa que foi o vencedor da competição"
Nota 2: na batalha em grupo dos competidores que ficaram em sexto na rodada preliminar, Mark Lee e MC Gree (Lee Dong-hyun) receberam o mesmo número de votos, portanto, ambos ficaram em segundo lugar na batalha em grupo.

## Batalha em grupo (Episódios 3 & 4)
- Seoul - Gangdong (Mad Clown como mentor)
- Seoul - Gangseo (Giriboy & Xitsuh como mentores)
- Leste de Gyeongin (Swings como mentor)
- Oeste de Gyeongin (Jessi como mentora)
- Gwangju - Jeolla (YDG como mentor)
- Busan - Gyeongsang (Deepflow como mentor)

| Posição | Batalha em grupo | Batalha em grupo | Batalha em grupo               |
| Posição | Primeiro lugar   | Terceiro lugar   | Sexto lugar                    |
| ------- | ---------------- | ---------------- | ------------------------------ |
| 1       | Choi Ha-min      | Oh Dam-ryul      | Choi Suk-hyun                  |
| 2       | Jo Won-woo       | Yoon Byung-ho    | Kim Dong-hyun                  |
| 3       | Kim Kyu-heon     | Bang Jae-min     | Mark Lee (empatado em segundo) |
| 4       | Kim Sun-jae      | Park Hwi-chan    | Johnny Kwonny                  |
| 5       | Yang Hong-won    | Park Sang-gon    | Park Min                       |
| 6       | Choi Seo-hyun    | Lee Dong-min     | Sung Yong-hyun                 |

## Representante na final regional (Episódio 4)
Os torneios representativos regionais finais foram realizados em confronto 1 : 1 : 1, e o mentor quem escolheu o candidato.
| N° | Seoul - Gangdong | Seoul - Gangseo | Leste de Gyeongin | Oeste de Gyeongin | Gwangju - Jeolla  | Busan - Gyeongsang |
| -- | ---------------- | --------------- | ----------------- | ----------------- | ----------------- | ------------------ |
| 1  | Kim Sun-jae      | Yang Hong-won   | Choi Ha-min       | Kim Kyu-heon      | Choi Seo-hyun     | Jo Won-woo         |
| 2  | Bang Jae-min     | Kim Yoon-ho     | Kim Kang-woo      | Kim Tae-yeob      | Hwang In-woong    | Lee Dong-min       |
| 3  | Jo Min-wook      | Mark Lee        | Yoon Byung-ho     | Kim Dong-hyun     | Lee Ki-hoon       | Jung In-seol       |
| 4  | Jang Yong-jun    | Han Ji-suk      | Hwang Hyun-woo    | Kim Hye-joong     | Park Min          | Hwang Hye-jung     |
| 5  | Lee Ji-eun       | Park Hwi-chan   | Choi Suk-hyun     | Shin Sang-ik      | Kim Woo-hyun      | Woo Sang-woo       |
| 6  | Kim Sang-min     | Shin Sang-ho    | Lee Soo-rin       | Oh Dam-ryul       | Park Sung-gon     | Park Ka-ram        |
| 7  | Johnny Kwonny    | Kang Seung-hwan | Choi Shin-hyun    | Oh Dong-hwan      | Choi Yi-seung-woo | Park Sang-bum      |
| 8  | Park Uh-jin      | Lee Seung-pyo   | Kim Ha-on         | Kim Chan-soo      | Lee Shin-haeng    | Sung Yong-hyun     |
| 9  | Kim Sun-woo      | Kim Jong-bum    | Kim Mi-jung       | Park Go-hoon      | Kim Joon          | Kim Jae-yeon       |
| 10 |                  |                 |                   |                   |                   | Lee Hyun-woo       |

## Competição regional (Episódios 5 & 6)

### Seoul- Gangseo vs Leste de Gyeongin
| Região                            | Seoul - Gangseo                         | Votos     | Leste de Gyeongin                               |
| --------------------------------- | --------------------------------------- | --------- | ----------------------------------------------- |
| Apresentação em dupla             | Kim Yoon-ho & Mark Lee (Sing Sang Sung) | 278 : 295 | Kim Kang-woo & Yoon Byung-ho (Major Depression) |
| Colaboração entre rapper & mentor | Giriboy, Xitsuh & Yang Hong-won (Bunzy) | 310 : 286 | Swings & Choi Ha-min (Naw Mean)                 |

### Gwangju - Jeolla vsBusan- Gyeongsang
| Região                        | Gwangju - Jeolla                                               | Votos     | Busan - Gyeongsang                                                 |
| ----------------------------- | -------------------------------------------------------------- | --------- | ------------------------------------------------------------------ |
| Batalha de rap "estilo livre" | Choi Seo-hyun (Beat by. AD & Sorry Jay Nari - Way Up)          | 245 : 284 | Jo Won-woo (Beat by. DJ Morrisson - Turn it Up)                    |
| Apresentação em grupo         | YDG, Choi Seo-hyun, Hwang In-woong & Lee Ki-hoon (Jinttobaegi) | 295 : 300 | Deepflow, Jo Won-woo, Jung In-seol & Lee Dong-min (Seoul Calliber) |

### Seoul- Gangdong vs Oeste de Gyeongin
| Região                          | Seoul - Gangdong                     | Votos     | Oeste de Gyeongin                       |
| ------------------------------- | ------------------------------------ | --------- | --------------------------------------- |
| Rap de ensino                   | Bang Jae-min & Jo Min-wook (Yallari) | 234 : 270 | Kim Kyu-heon & Kim Tae-yeob (Rap Dream) |
| Apresentação do rapper & mentor | Mad Clown & Kim Sun-jae (Bully)      | 262 : 259 | Jessi & Kim Dong-hyun (I'm Good)        |

## Desafio coringa
| Posição | Nome           | Região            |
| ------- | -------------- | ----------------- |
| 1       | Kim Sun-jae    | Seoul - Gangdong  |
| 2       | Choi Ha-min    | Leste de Gyeongin |
| 3       | Bang Jae-min   | Seoul - Gangdong  |
| 4       | Yoon Byung-ho  | Leste de Gyeongin |
| 5       | Choi Seo-hyun  | Gwangju - Jeolla  |
| 6       | Lee Ki-hoon    | Gwangju - Jeolla  |
| 7       | Jo Min-wook    | Seoul - Gangdong  |
| 8       | Hwang In-woong | Gwangju - Jeolla  |
| 9       | Kim Kang-woo   | Leste de Gyeongin |

## 1 vs 1 (Episódio 7)
| A             | Resultado | B            |
| ------------- | --------- | ------------ |
| Kim Kyu-heon  | 81 : 19   | Jung In-seol |
| Mark Lee      | 57 : 43   | Bang Jae-min |
| Kim Sun-jae   | 53 : 47   | Kim Yoon-ho  |
| Kim Tae-yeob  | 11 : 89   | Jo Won-woo   |
| Kim Dong-hyun | 31 : 69   | Lee Dong-min |
| Yang Hong-won | 56 : 44   | Choi Ha-min  |

## Final (Episódio 8)
| N° | Região             | Participante  | Colaboração          | Música       | Resultado |
| -- | ------------------ | ------------- | -------------------- | ------------ | --------- |
| 1  | Busan - Gyeongsang | Lee Dong-min  | G2 & Don Millis      | Golden Fire  | 202       |
| 2  | Seoul - Gangdong   | Kim Sun-jae   | Hyolyn               | Bell         | 224       |
| 3  | Oeste de Gyeongin  | Kim Kyu-heon  | Jessi & Babylon      | Star         | 189       |
| 4  | Seoul - Gangseo    | Mark Lee      | Seulgi do Red Velvet | Drop         | 184       |
| 5  | Leste de Gyeongin  | Choi Ha-min   | FNRL & Homeboy       | Come For You | 244       |
| 6  | Busan - Gyeongsang | Jo Won-woo    | Samuel Seo & Nucksal | Home         | 243       |
| 7  | Seoul - Gangseo    | Yang Hong-won | Crucial Star         | Better Man   | 246       |